# Fakaleiti
Fakaleiti (także: leiti, fakafefine lub lady) – Tongijczyk uznany przy urodzeniu za mężczyznę, który ma kobiecą ekspresję płci.
Chociaż fakaleiti w Tonga niekoniecznie kojarzą się z tożsamością LGBT w świecie zachodnim, ci, którzy dorastają w społecznościach migrantów Tongan w Nowej Zelandii, Australii i Stanach Zjednoczonych, mogą czuć większy poziom wspólnoty i pokrewieństwa z podobnymi tożsamościami niż z fakaleiti z wysp Tonga.
Termin fakaleiti (z długim i na końcu) składa się z przedrostka faka- („w sposób”) i zapożyczenia lady z angielskiego. Sami Fakaleiti wolą nazywać siebie leiti lub ladies. Fakaleiti są podobną tożsamością do faʻafafine z Samoa.
Stowarzyszenie Tonga Leiti organizuje Miss Galaxy Pageant w Tonga. Byli także zaangażowani w reformowanie stworzonych przez kolonistów praw dotyczących życia fakaleiti, które pozostają w Tonga. W 2018 r. nakręcony został film dokumentalny Leitis in Waiting o liderze fakaleiti Joeyu Mataele i wysiłkach Stowarzyszenia Tonga Leiti. Mataele współpracuje również z Pacific Equality Project, grupą non-profit, która opowiada się za dekryminalizacją ludności LGBT i reformą postkolonialnych przepisów na Wyspach Pacyfiku.